# AT-AT
AT-AT (All Terrain Armored Transport с англ. — «вездеходный бронированный транспорт») — вымышленная боевая машина (шагоход) из вселенной «Звёздных Войн».
Впервые появились в фильме «Империя наносит ответный удар», после чего использовались в фильмах, играх и в качестве игрушек и наборов для моделирования.

## Описание
AT-AT представляет собой бронированную четырёхногую боевую машину, вооружённую лазерными орудиями. Его боевое применение аналогично танку. Согласно вымышленному описанию, имеет высоту 22,5 м и максимальную скорость около 100 км/ч (показанные в фильме шагоходы движутся гораздо медленнее). Корпус машины поднят высоко над землёй на ногах и состоит из двух отсеков: транспортного и командного. Своим видом машина напоминает животное, «головой» которого является командный отсек. На командном отсеке расположено вооружение: два мощных лазерных орудия снизу и более слабые лазерные орудия по бокам.
По словам создателя «Звёздных войн» Джорджа Лукаса, внешний вид AT-AT является переосмыслением треножников (боевых машин марсиан) из романа Герберта Уэллса «Война миров».

## Появление
AT-AT впервые появились в начале фильма «Империя наносит ответный удар» во время битвы на планете Хот, где располагалась база повстанцев. Несколько AT-AT при поддержке лёгких шагоходов и пехоты разрушили базу, потеряв при этом три AT-AT. Примечательно, что название «AT-AT» ни разу не произносится в фильме, вместо этого о машинах говорят как об «имперских шагоходах». По-английски произношение аббревиатуры «AT-AT» двоякое: «эй-ти-эй-ти» или «эт-эт».
AT-AT, показанные в фильме «Империя наносит ответный удар», как и в следующем фильме «Возвращение джедая», были созданы с помощью покадровой анимации. Когда анимация ног была неправильной, Лукас исправлял сцену с помощью изображения выстрела, попадающего в ногу AT-AT. Предположительно, этот приём был применён дважды.

## Создание
Дизайн машины создал художник Джо Джонстон. Первоначальный вариант гигантской колёсной машины был отвергнут, так как Лукас хотел видеть «вселяющий ужас антропоморфный шагающий танк». В качестве прототипа Джонстон использовал образ ископаемого носорога парацератерия. Довольно популярный миф, что вид AT-AT навеян портовыми кранами Окленда, отвергнут как самим Лукасом, так и художником-аниматором Филом Типпеттом.
Анимацию AT-AT выполнила компания Industrial Light & Magic (ILM). Для этого было создано несколько моделей размерами от 6 до 50 см. Чтобы смоделировать движение ног машины, аниматоры изучали походку слона. Для озвучивания шагов звукооператор Бен Бёрт использовал звук штамповочного пресса.